# 1964-es Formula–1 monacói nagydíj
Az 1964-es Formula–1-es világbajnokság szezonnyitó futama a monacói nagydíj volt.

## Futam
Monacóban Clark és Brabham indult az első sorból, míg Surtees és Hill a másodikból. A verseny elején Gurney hamar Hill és Brabham elé került, míg Surtees váltóprobléma, Brabham motorhiba miatt esett vissza. Clark a verseny elejétől kezdve felfüggesztésének egy darabját húzta maga után, ezért Chapman visszahívta a boxba javításra, nehogy emiatt kizárják. A skót a harmadik helyre tért vissza. Az élen Gurney üzemanyag szivárgással küszködött, Hill az 53. körben megelőzte az amerikait, aki a 62. körben váltóhiba miatt kiesett. Clark képtelen volt utolérni Hillt, az utolsó körökben autója motorhiba miatt megállt. A futamot Hill nyerte csapattársa, Ginther előtt, Arundell harmadik lett, míg Clarkot a negyedik helyen rangsorolták.
| Helyezés | #  | Versenyző           | Csapat/Motor   | Futott körök | Idő/Kiesés oka      | Rajthely | Pontszám |
| -------- | -- | ------------------- | -------------- | ------------ | ------------------- | -------- | -------- |
| 1        | 8  | Graham Hill         | BRM            | 100          | 2:41'19.5           | 3        | 9        |
| 2        | 7  | Richie Ginther      | BRM            | 99           | + 1 Kör             | 8        | 6        |
| 3        | 11 | Peter Arundell      | Lotus-Climax   | 97           | + 3 Kör             | 6        | 4        |
| 4        | 12 | Jim Clark           | Lotus-Climax   | 96           | Motorhiba           | 1        | 3        |
| 5        | 19 | Jo Bonnier          | Cooper-Climax  | 96           | + 4 Kör             | 11       | 2        |
| 6        | 18 | Mike Hailwood       | Lotus-BRM      | 96           | + 4 Kör             | 15       | 1        |
| 7        | 16 | Bob Anderson        | Brabham-Climax | 86           | Váltó               | 12       |          |
| 8        | 24 | Jo Siffert          | Lotus-BRM      | 78           | + 22 Kör            | 16       |          |
| 9        | 9  | Phil Hill           | Cooper-Climax  | 70           | Felfüggesztés       | 9        |          |
| 10       | 20 | Lorenzo Bandini     | Ferrari        | 68           | Váltó               | 7        |          |
| Kiesett  | 6  | Dan Gurney          | Brabham-Climax | 62           | Váltó               | 5        |          |
| Kiesett  | 4  | Maurice Trintignant | BRM            | 53           | Túlmelegedés        | 13       |          |
| Kiesett  | 5  | Jack Brabham        | Brabham-Climax | 29           | Befecskendező       | 2        |          |
| Kiesett  | 10 | Bruce McLaren       | Cooper-Climax  | 17           | Kerékcsapágy        | 10       |          |
| Kiesett  | 21 | John Surtees        | Ferrari        | 15           | Váltó               | 4        |          |
| Kiesett  | 15 | Trevor Taylor       | BRP-BRM        | 8            | Üzemanyag szivárgás | 14       |          |
| NK       | 17 | Chris Amon          | Lotus-BRM      |              |                     |          |          |
| NK       | 2  | Peter Revson        | Lotus-BRM      |              |                     |          |          |
| NK       | 3  | Bernard Collomb     | Lotus-BRM      |              |                     |          |          |

## Statisztikák
Vezető helyen:
- Jim Clark: 36 (1-36)
- Dan Gurney: 16 (37-52)
- Graham Hill: 48 (53-100)

Graham Hill 7. győzelme, 5. leggyorsabb köre, Jim Clark 14. pole-pozíciója.
- BRM 8. győzelme.

Peter Revson első versenye.